# Aurelle-Verlac
Aurelle-Verlac è un comune francese soppresso e frazione del dipartimento dell'Aveyron della regione dell'Occitania. Dal 1º gennaio 2016 si è fuso con il comune di Saint-Geniez-d'Olt per formare il nuovo comune di Saint-Geniez-d'Olt-et-d'Aubrac.

## Società

### Evoluzione demografica
Abitanti censiti